# Bartos István
Bartos István (Mátészalka, 1947. november 20.  – Budapest, 2010. november 16.) éremtervező, a magyar forint pénzérméinek egyik alkotója.

## Élete
A Képző- és Iparművészeti Szakközépiskolán végzett hároméves alakrajz-tanfolyamot. A hetvenes évektől másodállásban dekorációs reklámgrafikával foglalkozott.
1976-os balesete óta kerekesszékben, 1979-től a Mozgássérültek Állami Intézetében élt. Itt kezdett újra rajzolni, agyaggal, bronzzal foglalkozni.
1991-ben nyerte el Kósa Istvánnal megosztva az új forintsorozat érméinek tervezésére a Magyar Nemzeti Bank által kiírt pályázatot. (Kósa István készítette a hátlapot, Bartos az előlapot). Koncepciójáról egy 1992-es interjúban azt mondta: "Szándékosan válogattam az államiság előtti, mondhatni, politikamentes ábrázolásokat".
Az új forintsorozat általuk is tervezett érméit 1993-ban vezették be. Bartos tervezte a ma is használatos érmesorból az 5, a 10, a 20 és az 50 forintos hátlapját, de ő tervezte a forgalomból már kivont 1 és 2 forintos érmék hátlapját is.
Sikerét követően a Magyar Pénzverő Zrt.-től, a korábbi állami pénzverdétől több emlékérmére kapott megbízást. Ő tervezte a „Régi balatoni hajók: Helka és Kelén” (1997), a „Régi balatoni hajók: Phoenix” (1998), az „Esztergomi Bazilika” (2006) emlékérmék mindkét oldalát illetve az „Integráció az Európai Unióba” (1996) emlékérme hátoldalát.